# Jesús Escamilla
Jesús Reynaldo Escamilla Martínez (Ciudad Juárez, 5 de noviembre de 1959 - Ciudad de México, 9 de junio de 2020) fue un militante de izquierda, comunista, reconocido por ser promotor de la relación cooperativa entre Cuba-México. Fue coordinador nacional del Movimiento Mexicano de Solidaridad con Cuba.

## Trayectoria
Fue militante del Partido Comunista Mexicano, cuando se convirtió en el Partido Socialista Unificado de México fue dirigente de la juventud comunista.  En 1983 participó en la Semana de amistad México-URSS realizada en la Ciudad de Almá-Atá, colaborando en las actividades políticas y culturales. Posteriormente, formó parte de la delegación mexicana que participó en los Encuentros Mundiales de la Juventud y los Estudiantes de 1985 en Moscú, Rusia y de 1989 en Pionyang.
Participó en las brigadas juveniles de apoyo a la Revolución Sandinista De Juárez a Sandino, de Juventud a Juventud coordinando el Comité Manos Fuera de Nicaragua, mediante trabajo voluntario en la pisca del algodón en la región del Pacífico Noroeste, en el Departamento de Chinandega.
Luego de la disolución del PSUM y del Partido Mexicano Socialista, en 1988, fue candidato a diputado en las elecciones del 18 de agosto de 1991 en coalición electoral del Partido de la Revolución Democrática y el Partido Revolucionario de los Trabajadores. 
En 1991 se incorporó a la Promotora Va por Cuba, cuyo propósito era el respeto al derecho de autodeterminación y soberanía del pueblo cubano; el levantamiento inmediato del bloqueo económico, político y cultural impuesto por Estados Unidos sobre Cuba;  y la salida de los estadounidenses de la Base Naval Militar de Guantánamo.

## Movimiento Mexicano de Solidaridad con Cuba
Entre 1994 y 1996, Escamilla fortaleció las relaciones México – Cuba con la creación del denominado Movimiento Mexicano de Solidaridad con Cuba (MMSC), el cual se movilizó hacia la Embajada de los Estados Unidos en México el día del Derribo de los aviones Hermanos al Rescate, para protestar por las incursiones terroristas al espacio aéreo cubano.
En la relación México – Cuba promovió la Escuela Latinoamericana de Medicina creada en Cuba en noviembre de 1999 e impulsó brigadas de trabajo voluntario realizadas por el Instituto Cubano de Amistad por los Pueblos. 
Desde su fundación, el MMSC tuvo el propósito de coordinar acciones de apoyo a Cuba con comités de solidaridad en más de 25 estados de la República Mexicana. Se realizaron 24 encuentros nacionales además de colaborar activamente en diversas actividades con la agrupación norteamericana Pastores por la Paz y demás organizaciones solidarias con la Isla. 
En coordinación con la Embajada de Cuba en México, realiza un baile para celebrar el Asalto al Cuartel Moncada en Santiago de Cuba en el Salón Los Ángeles, y una marcha el  26 de julio para conmemorar la Revolución Cubana.